# Ammoudia
Ammoudia (grekiska: Αμμουδιά) är en liten by nära Fanari i regiondelen Preveza i Grekland. Ammoudia ligger vid Joniska havets kust, 9 kilometer sydöst om Parga. Mynningen av floden Acheron är i byn. 
Ammoudia är ett relativt populärt resemål trots sin ringa storlek. Det som gör Ammoudia anmärkningsvärt är bland annat den rena insjön precis vid byn, även kallad Ammoudia Bay. Här mynnar även floden Acheron ut i Medelhavet. Byn är även anmärkningsvärd för de välbevarade grottorna på andra sidan om Ammoudia Bay. En av dem kallas Cave Persephone. En lång pir går ut i Ammoudia Bay från själva byn. Båtar ligger förankrade längs stora delar av piren, som också håller hus åt en hel del restauranger och caféer. 
Utanför Ammoudia finns mycket våtmark och en stor väg till Ammoudia är egentligen det enda som skiljer sig.